# Ziptone
Ziptone, ook wel beep tone, verwijst naar de telefoontoon van een ACD (automatic call distribution). Het is een waarschuwingstoon voor telefonist of een medewerker in een contactcenter of een telefoonabonnee met een wisselgespreksfunctie dat er een nieuw klantgesprek op de headset wordt aangeboden. Hierdoor kan er actie worden ondernomen bij een binnenkomend gesprek, zoals het indrukken van een knop of het opzeggen van een zin (bijvoorbeeld "Kan ik u helpen?").

## Toontype
Het is  doorgaans een enkele, korte toon (bijvoorbeeld 440 hertz gedurende 5 milliseconden), maar kan ook bestaan uit meerdere tonen om de aard van het gesprek aan te geven, zodat de agent het gesprek kan beantwoorden met de juiste begroeting; of een abonnee kan weten dat er een specifieke beller belt of dat er een nummer is gekozen.